# Meesterklasse 2011/12
In der Meesterklasse 2011/12 wurde die 89. niederländische Mannschaftsmeisterschaft im Schach ausgespielt. Niederländischer Mannschaftsmeister wurde die Schaakvereniging Voerendaal.
Zu den gemeldeten Mannschaftskader siehe Mannschaftskader der Meesterklasse 2011/12.

## Spieltermine
Die Wettkämpfe wurden ausgetragen am 17. September, 29. Oktober, 26. November, 17. Dezember 2011, 7. Januar, 11. Februar, 10. und 31. März, und 22. April 2012.

## Saisonverlauf
Die Schaakvereniging Voerendaal verlor nur einen Wettkampf und wurde überlegen niederländischer Meister. Aus der Klasse 1 waren De Stukkenjagers Tilburg und die Bussums Schaakgenootschap aufgestiegen. Beide Aufsteiger erreichten den Klassenerhalt, während die Leidsch Schaakgenootschap und der Titelverteidiger Hilversums Schaakgenootschap abstiegen.

## Abschlusstabelle
| Pl.  | Verein                           | Sp | G | U | V | MP   | Brett-P.  |
| ---- | -------------------------------- | -- | - | - | - | ---- | --------- |
| 01.  | Schaakvereniging Voerendaal      | 9  | 8 | 0 | 1 | 16:2 | 54,5:35,5 |
| 02.  | HMC Calder                       | 9  | 5 | 1 | 3 | 11:7 | 49,0:41,0 |
| 03.  | De Stukkenjagers Tilburg (N)     | 9  | 5 | 1 | 3 | 11:7 | 43,5:46,5 |
| 04.  | Accres Apeldoorn                 | 9  | 4 | 2 | 3 | 10:8 | 47,0:43,0 |
| 05.  | S.O. Rotterdam                   | 9  | 4 | 1 | 4 | 9:9  | 48,5:41,5 |
| 06.  | Utrecht                          | 9  | 4 | 1 | 4 | 9:9  | 48,0:42,0 |
| 07.  | Schaakclub Groningen             | 9  | 3 | 1 | 5 | 7:11 | 45,0:45,0 |
| 08.  | Bussums Schaakgenootschap (N)    | 9  | 3 | 1 | 5 | 7:11 | 36,5:53,5 |
| 09.  | Leidsch Schaakgenootschap        | 9  | 3 | 0 | 6 | 6:12 | 41,5:48,5 |
| 010. | Hilversums Schaakgenootschap (M) | 9  | 2 | 0 | 7 | 4:14 | 36,5:53,5 |

## Entscheidungen
|     | Niederländischer Mannschaftsmeister: Schaakvereniging Voerendaal                   |
|     | Absteiger in die Klasse 1: Leidsch Schaakgenootschap, Hilversums Schaakgenootschap |
| (M) | Meister der letzten Saison                                                         |
| (N) | Aufsteiger der letzten Saison                                                      |

## Kreuztabelle
| Ergebnisse | Ergebnisse                   | 01. | 02. | 03. | 04. | 05. | 06. | 07. | 08. | 09. | 010. |
| ---------- | ---------------------------- | --- | --- | --- | --- | --- | --- | --- | --- | --- | ---- |
| 01.        | Schaakvereniging Voerendaal  |     | 6   | 7   | 4½  | 5½  | 6   | 5½  | 7½  | 6½  | 6    |
| 02.        | HMC Calder                   | 4   |     | 5   | 4½  | 6½  | 6   | 5½  | 6   | 4½  | 7    |
| 03.        | De Stukkenjagers Tilburg     | 3   | 5   |     | 1½  | 6   | 5½  | 5½  | 4½  | 5½  | 7    |
| 04.        | Accres Apeldoorn             | 5½  | 5½  | 8½  |     | 4½  | 5   | 3   | 5   | 6   | 4    |
| 05.        | S.O. Rotterdam               | 4½  | 3½  | 4   | 5½  |     | 4   | 5   | 7½  | 6½  | 8    |
| 06.        | Utrecht                      | 4   | 4   | 4½  | 5   | 6   |     | 7   | 4   | 6   | 7½   |
| 07.        | Schaakclub Groningen         | 4½  | 4½  | 4½  | 7   | 5   | 3   |     | 8   | 5½  | 3    |
| 08.        | Bussums Schaakgenootschap    | 2½  | 4   | 5½  | 5   | 2½  | 6   | 2   |     | 3½  | 5½   |
| 09.        | Leidsch Schaakgenootschap    | 3½  | 5½  | 4½  | 4   | 3½  | 4   | 4½  | 6½  |     | 5½   |
| 10.        | Hilversums Schaakgenootschap | 4   | 3   | 3   | 6   | 2   | 2½  | 7   | 4½  | 4½  |      |

## Die Meistermannschaft
| 1.            | Schaakvereniging Voerendaal |
| Schachfiguren | Konstantin Landa, Andrei Orlow, Oscar Lemmers, Ali Bitalzadeh, Felix Levin, Mihail Saltaev, Daniel Hausrath, Christof Sielecki, Christian Braun, Thomas Trella, Patrick Driessens, Benjamin Tereick, Tom Bus, Philipp Schapotschnikov, Frans Heman, Sven-Holger Heimsoth. |